# Red Jacket (1853)
Red Jacket - корабель класу кліпер . Перший корабель компанії White Star Line . Був введений в експлуатацію у 1853 р.

## Історія
Спершу Red Jacket використовувався у США . На своєму першому рейсі судно встановив рекорд швидкості, перепливаючи з Нью-Йорка до Ліверпуля . Він дібрався до  Ліверпуля за 13 днів, 1 годину, 25 хвилин.

24 квітня 1854 року корабель був проданий компанії Pilkington і працювало у Великій Британії, а у 1883 до Португалії компанії Blandy Brothers.

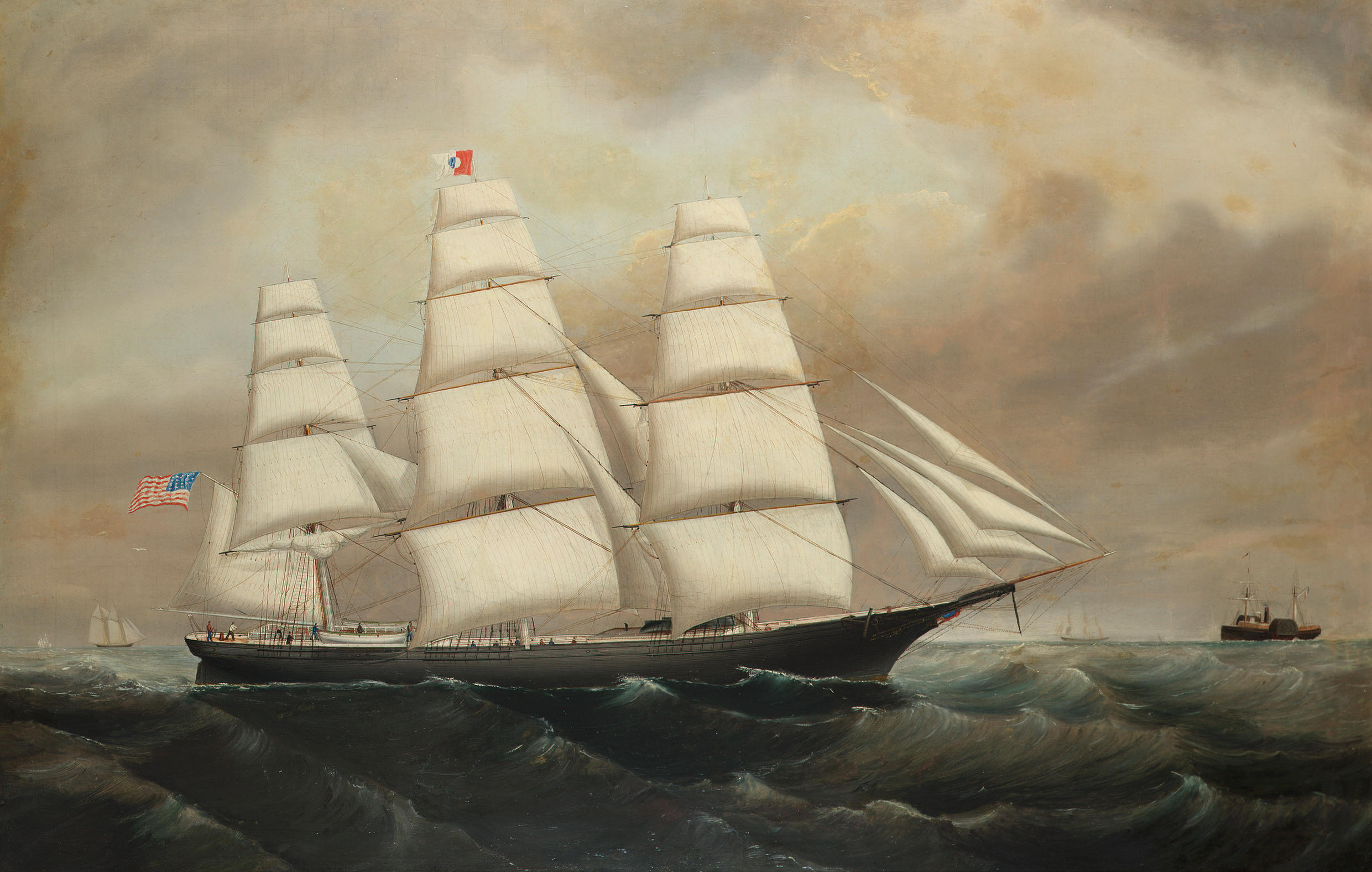
Картина 1854 року
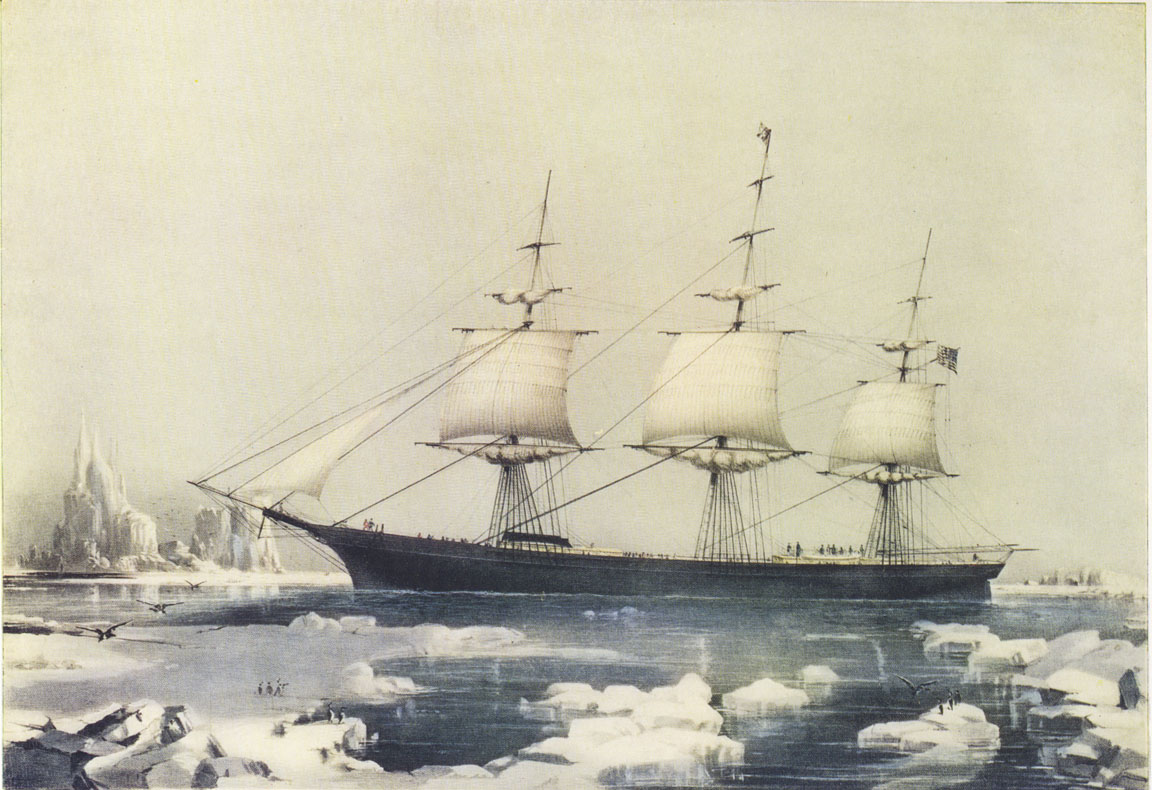
Ще один варіант картини 1910 року

## Загибель
У 1885 судно було викинуто сильними вітрами на берег на Мадейрі, де він використовувався як блокшив з вугіллям. Там його згодом і розібрали.